# Do You Feel What I Feel?
Take a Chance on Me è un brano musicale della boy band britannica JLS, estratto come terzo singolo dal terzo album del gruppo Jukebox. Il singolo è stato pubblicato il 1º gennaio 2012, ma il video musicale del brano è stato presentato sul canale VEVO del gruppo già il 25 novembre 2011. Il brano è stato scritto da Gloria Shayne Baker, Tebey, Julian Bunetta, Noël Regney, John Ryan, ed è stato prodotto da Julian Bunetta. La canzone utilizza un campionamento di Do You Hear What I Hear? di Bing Crosby.

## Tracce
CD single
1. Do You Feel What I Feel? - 3:13
2. Pieces Of My Heart - 3:36

## Classifiche
| Classifica(2011) | Posizione più alta |
| ---------------- | ------------------ |
| Regno Unito      | 53                 |